# 황보 (성씨)
황보(皇甫)씨는 중국과 한국의 성씨이다. 황보(皇甫)씨는 2015년 대한민국 통계청 인구조사에서 10,383명으로 조사되었다. 본관은 영천(永川), 황주(黃州) 등이 전한다.

## 연원
황보(皇甫)씨는 세 계통이 있다. 
- 주나라 초기 왕을 대리하여 정사를 관장하는 무관(武官) 황보(皇甫)라는 관직이 있어 관직 이름을 성으로 삼았다.
- 정나라 무자(武子)의 자손들이 황술(皇戌)，황신(皇晨)，황귀(皇耳)，그리고 황보(皇甫)씨로 창성하였다.
- 송나라 대공의 아들 황보충석(皇甫充石)의 자손이 있다.

## 한국의 황보씨
황주(黃州)의 호족 황보제공(皇甫悌恭)의 딸이 고려 태조의 제4비로 신정왕후(神靜王后)가 되면서, 황보씨는 고려 왕실의 외척으로 황보유의(皇甫兪義), 황보영(皇甫穎), 황보탁(皇甫倬), 황보항(皇甫抗), 황보기(皇甫琦) 등 많은 명신을 배출하며 문벌귀족 가문으로서의 지위를 누렸다. 

### 황주 황보씨
황주 황보씨(黃州 皇甫氏) 시조 황보제공(皇甫悌恭)은 황주(黃州)의 호족으로 태위 삼중대광(太尉 三重大匡)을 역임했다. 시호(諡號)는 충의(忠義)이다. 황보제공의 딸이 고려 태조의 제4비로 신정왕후(神靜王后)가 되었다. 고려 왕실의 규율에 따라 공주들은 모계 성을 따르는 관례가 있었다. 헌애왕후도 할머니 신정왕후의 성을 따랐다. 고려 태조 때 대상(大相) 황보금산(皇甫金山), 광종조에 좌윤(佐尹) 황보위광(皇甫魏光)과 재상 황보광겸(皇甫光謙), 정종(靖宗)조에 문하시랑(門下侍郞)에 오른 황보유의(皇甫兪義)와 평장사에 오른 황보영(皇甫穎), 예종조에 전중시어사(殿中侍御史)를 역임한 황보허(皇甫許) 등이 《고려사》에 기록되어 있다.

### 영천 황보씨
영천 황보씨(永川 皇甫氏) 시조 고려 태조 때 금강성장군(金剛城將軍)으로 공을 세워 영천부원군(永川府院君)에 봉해졌다고 한다. 황보능장의 묘소는 경상북도 영천군 고경면 창하리에 있다. 그러나 시조 이후 세계가 불분명하여 고려 말에 진주 목사(牧使)를 지낸 황보안(皇甫安)을 기세조로 하여 세계를 이어오고 있다. 황보안의 아들 황보림(皇甫林, 1333년 ~ 1394년)은 공민왕조에 홍건적의 난을 토평하여 일등공신에 오르고, 고려조에서 전법판서(典法判書)와 예의판서(禮儀判書) 등을 역임하였으며, 위화도 회군에 가담하여 조선이 개국되자 지중추원사(知中樞院事)에 올랐다. 황보림의 아들 황보인(皇甫仁)은 세종 때 우의정·좌의정을 역임하고, 1452년(문종 2) 영의정이 되어 어린 단종을 보필하였다.

## 같이 보기
- 한국의 성씨와 이름